# Limnophora kinangopana
Limnophora kinangopana este o specie de muște din genul Limnophora, familia Muscidae, descrisă de Fritz Isidore van Emden în anul 1951.
Este endemică în Kenya. Conform Catalogue of Life specia Limnophora kinangopana nu are subspecii cunoscute.